# 클레브시엘라
클레브시엘라(학명: Klebsiella)는 뚜렷한 다당류 기반 캡슐을 갖는 그람 음성, 산화효소 음성, 막대 모양 박테리아 속이다. 장내세균과에 속한다.

## 같이 보기
- 폐렴 막대균